# Motomondiale 1970
La stagione 1970 è stata la ventiduesima del Motomondiale; il calendario presentò pochissime novità rispetto all'anno precedente, le prove restarono sempre 12 e tutte disputate in Europa.

## Il contesto
Maggiori novità sotto il punto di vista del regolamento tecnico: dopo la Classe 50, anche la classe 125 e la 250 videro delle limitazioni nel numero dei cilindri, non più di due, e nel numero dei rapporti al cambio che non potevano essere più di sei. Tutte le regole sui punteggi rimasero invariate.
Altro doppio mondiale per Giacomo Agostini e la MV Agusta in 350 e 500. Rispetto alla stagione precedente, però, ci furono delle novità: a partire dal GP delle Nazioni Agostini venne affiancato da Angelo Bergamonti, fino ad allora pilota Aermacchi (era dal 1965 che "Ago" non aveva un compagno di squadra). Inoltre è da registrare il debutto nel motomondiale della Kawasaki 500 H1R, prima delle "2 tempi" che, qualche anno più tardi, egemonizzeranno la classe regina fino all'avvento della Moto GP.
In 250 il titolo sarà appannaggio dell'inglese Rodney Gould in sella ad una Yamaha assistita dalla filiale europea della Casa nipponica, davanti a una muta di moto della Casa dei tre diapason. Il tedesco Dieter Braun vinse il titolo della 125 con una delle vecchie Suzuki già appartenute a Hans-Georg Anscheidt, mentre Ángel Nieto si riconfermò per la seconda volta campione del mondo della 50 con la Derbi, rendendo inutile la rincorsa della Kreidler di Aalt Toersen. Riconferma del titolo anche per il tedesco Klaus Enders nei sidecar (sebbene con due passeggeri diversi durante la stagione).
Il GP di Cecoslovacchia della 125 vide la prima vittoria della debuttante Morbidelli, con Gilberto Parlotti (prima vittoria anche per il centauro triestino d'adozione).
Anche questa stagione richiese il suo tributo di sangue: toccò allo spagnolo Santiago Herrero perdere la vita durante il Lightweight TT, in una edizione del Tourist Trophy nella quale morirono, oltre al centauro spagnolo, altri cinque piloti. La OSSA deciderà di ritirarsi dalle corse in seguito all'incidente.

## Il calendario
| Data Resoconto         | Gran Premio (Circuito)                | Vincitori         | Vincitori         | Vincitori        | Vincitori         | Vincitori         | Vincitori                     |
| Data Resoconto         | Gran Premio (Circuito)                | classe 50         | classe 125        | classe 250       | classe 350        | classe 500        | sidecar                       |
| 3 maggio Resoconto     | GP della Germania Ovest (Nürburgring) | Ángel Nieto       | John Dodds        | Kel Carruthers   | Giacomo Agostini  | Giacomo Agostini  | Georg Auerbacher Hermann Hahn |
| 17 maggio Resoconto    | GP di Francia (Le Mans)               | Ángel Nieto       | Dieter Braun      | Rodney Gould     |                   | Giacomo Agostini  | Klaus Enders Wolfgang Kalauch |
| 24 maggio Resoconto    | GP di Jugoslavia (Abbazia)            | Ángel Nieto       | Dieter Braun      | Santiago Herrero | Giacomo Agostini  | Giacomo Agostini  |                               |
| 8 giugno Resoconto     | Tourist Trophy (Mountain Circuit)     |                   | Dieter Braun      | Kel Carruthers   | Giacomo Agostini  | Giacomo Agostini  | Klaus Enders Wolfgang Kalauch |
| 27 giugno Resoconto    | GP d'Olanda (Assen)                   | Ángel Nieto       | Dieter Braun      | Rodney Gould     | Giacomo Agostini  | Giacomo Agostini  | Georg Auerbacher Hermann Hahn |
| 5 luglio Resoconto     | GP del Belgio (Spa)                   | Aalt Toersen      | Ángel Nieto       | Rodney Gould     |                   | Giacomo Agostini  | Arsenius Butscher Josef Huber |
| 12 luglio Resoconto    | GP della Germania Est (Sachsenring)   | Aalt Toersen      | Ángel Nieto       | Rodney Gould     | Giacomo Agostini  | Giacomo Agostini  |                               |
| 19 luglio Resoconto    | GP di Cecoslovacchia (Brno)           | Aalt Toersen      | Gilberto Parlotti | Kel Carruthers   | Giacomo Agostini  |                   | Klaus Enders Ralf Engelhardt  |
| 2 agosto Resoconto     | GP di Finlandia (Imatra)              |                   | Dave Simmonds     | Rodney Gould     | Giacomo Agostini  | Giacomo Agostini  | Klaus Enders Ralf Engelhardt  |
| 15 agosto Resoconto    | GP dell'Ulster (Dundrod)              | Ángel Nieto       |                   | Kel Carruthers   | Giacomo Agostini  | Giacomo Agostini  | Klaus Enders Ralf Engelhardt  |
| 13 settembre Resoconto | GP delle Nazioni (Monza)              | Jan de Vries      | Ángel Nieto       | Rodney Gould     | Giacomo Agostini  | Giacomo Agostini  |                               |
| 27 settembre Resoconto | GP di Spagna (Montjuïc)               | Salvador Cañellas | Ángel Nieto       | Kent Andersson   | Angelo Bergamonti | Angelo Bergamonti |                               |

## Sistema di punteggio e legenda
| Pos.  | 1  | 2  | 3  | 4 | 5 | 6 | 7 | 8 | 9 | 10 | 11> |
| ----- | -- | -- | -- | - | - | - | - | - | - | -- | --- |
| Punti | 15 | 12 | 10 | 8 | 6 | 5 | 4 | 3 | 2 | 1  | 0   |

## Le classi

### Classe 500
La classe 500 non fu presente in occasione del Gran Premio motociclistico di Cecoslovacchia e si disputò pertanto sulle 11 prove; in 10 di queste si registrò la vittoria di Giacomo Agostini sulla sua MV Agusta che ottenne in questo modo il suo quinto titolo consecutivo nella classe regina.
Alle sue spalle Ginger Molloy e Angelo Bergamonti con quest'ultimo unico altro pilota ad ottenere una vittoria in un singolo gran premio; in 10 occasioni fu Agostini a tagliare per primo il traguardo, ottenendo in 9 occasioni anche il giro più veloce.
Classifica piloti (prime 5 posizioni)
| Pos. | Pilota            | Moto               |   |    |     |     |    |     |     |    |   |     |     |     | P.ti     |
| ---- | ----------------- | ------------------ | - | -- | --- | --- | -- | --- | --- | -- | - | --- | --- | --- | -------- |
| 1    | Giacomo Agostini  | MV Agusta          | 1 | 1  | 1   | 1   | 1  | 1   | 1   | NE | 1 | 1   | 1   |     | 90 (150) |
| 2    | Ginger Molloy     | Bultaco e Kawasaki | 5 | 2  | 7   |     | 4  | 16  | 15  | NE | 2 | 2   | 6   | 2   | 62 (71)  |
| 3    | Angelo Bergamonti | Aermacchi e MV     |   | 4  | 2   |     | 2  |     |     | NE |   |     | 2   | 1   | 59       |
| 4    | Tommy Robb        | Seeley             | 3 | 11 |     | Rit | 10 | 3   | 10  | NE | 5 | Rit |     | 4   | 36       |
| 5    | Alberto Pagani    | Linto              |   | 3  | Rit |     | 3  | Rit | Rit | NE | 3 |     | Rit | Rit | 30       |
| Pos. | Pilota            | Moto               |   |    |     |     |    |     |     |    |   |     |     |     | P.ti     |

| Legenda                                                                        | 1º posto        | 2º posto        | 3º posto | A punti      | Senza punti        | Grassetto=Pole position Corsivo=Giro più veloce |
| Legenda                                                                        | Gara non valida | Non qualificato | Ritirato | Squalificato | "-" Dato non disp. | Grassetto=Pole position Corsivo=Giro più veloce |
| Fonte dei dati: motogp.com, racingmemo.free.fr, autosport.com, jumpingjack.nl. |                 |                 |          |              |                    |                                                 |

### Classe 350

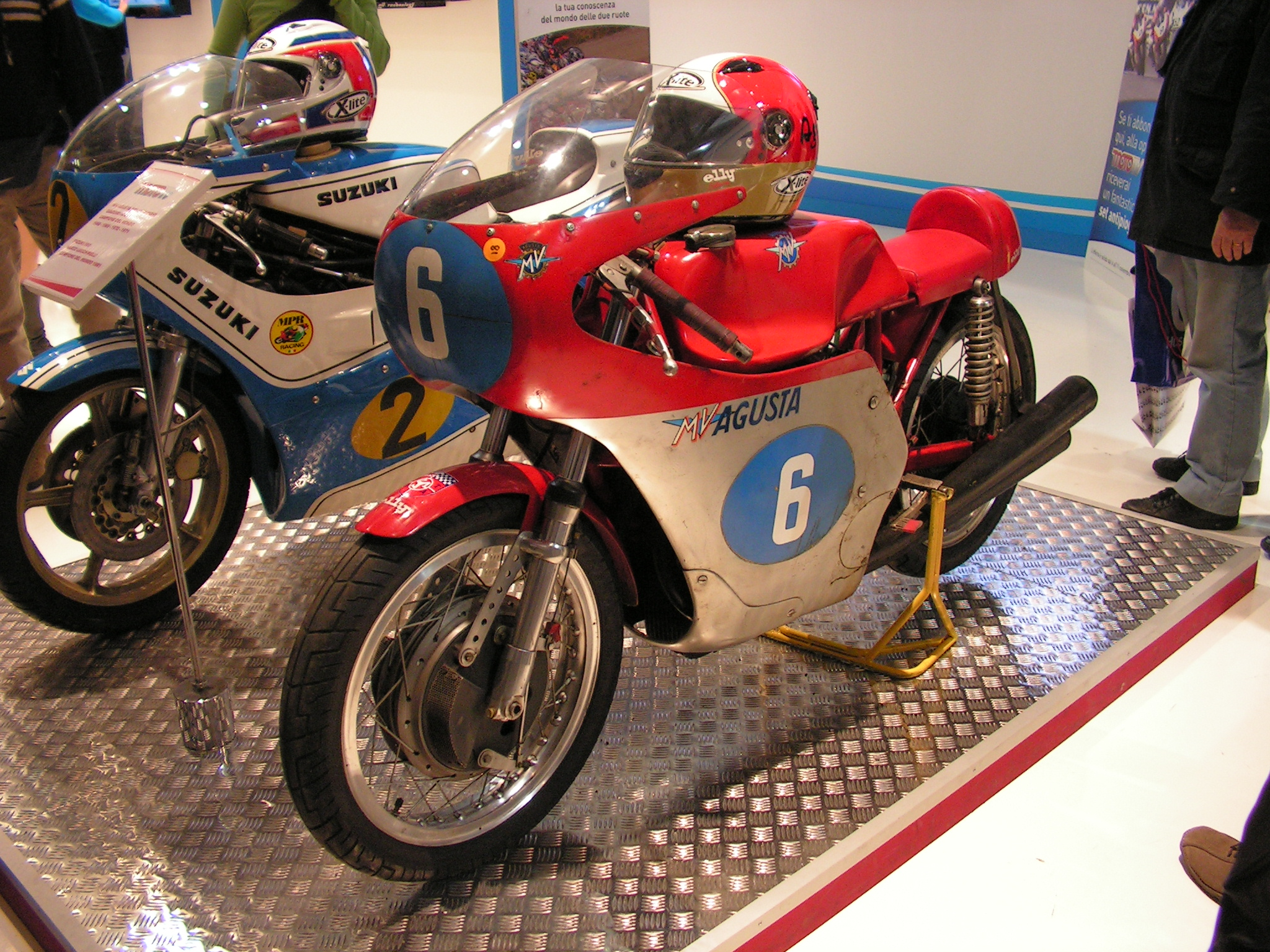
La MV 350 di Bergamonti del 1970.

Come già nella categoria superiore, il connubio Giacomo Agostini/MV Agusta la fece da padrone anche in classe 350; anche per quanto riguarda le singole prove, che per questa categoria furono 10, il centauro italiano si aggiudicò 9 vittorie, lasciando l'ultima al suo compagno di squadra Angelo Bergamonti che così ottenne la doppia vittoria (classe 350 e 500) nel Gran Premio motociclistico di Spagna.
Nelle altre prime posizioni in classifica si trovarono piloti equipaggiati con Yamaha e Benelli con Kel Carruthers che ottenne il secondo posto e Renzo Pasolini il terzo.

Classifica piloti (prime 5 posizioni)
| Pos. | Pilota            | Moto             |   |    |   |     |   |    |   |   |     |     |   |   | P.ti     |
| ---- | ----------------- | ---------------- | - | -- | - | --- | - | -- | - | - | --- | --- | - | - | -------- |
| 1    | Giacomo Agostini  | MV Agusta        | 1 | NE | 1 | 1   | 1 | NE | 1 | 1 | 1   | 1   | 1 |   | 90 (135) |
| 2    | Kelvin Carruthers | Benelli e Yamaha | 2 | NE | 2 | Rit | 4 | NE | 3 | 4 | 4   | -   | - | - | 58       |
| 3    | Renzo Pasolini    | Benelli          | - | NE | - | Rit | 2 | NE | 2 | 2 | Rit | Rit | 3 | - | 46       |
| 4    | Kent Andersson    | Yamaha           | - | NE | - | -   | 5 | NE | 5 | 3 | 2   | -   | - | 3 | 44       |
| 5    | Martti Pesonen    | Yamaha           | - | NE | 4 | -   | 6 | NE | - | 6 | 5   | 5   | - | 4 | 38       |
| Pos. | Pilota            | Moto             |   |    |   |     |   |    |   |   |     |     |   |   | P.ti     |

| Legenda                                                                        | 1º posto        | 2º posto        | 3º posto | A punti      | Senza punti        | Grassetto=Pole position Corsivo=Giro più veloce |
| Legenda                                                                        | Gara non valida | Non qualificato | Ritirato | Squalificato | "-" Dato non disp. | Grassetto=Pole position Corsivo=Giro più veloce |
| Fonte dei dati: motogp.com, racingmemo.free.fr, autosport.com, jumpingjack.nl. |                 |                 |          |              |                    |                                                 |

### Classe 250
La quarto di litro fu tutta una lotta fra piloti equipaggiati con moto Yamaha, in particolare dopo il ritiro della OSSA durante la stagione, essendo stata la casa spagnola l'unica a dimostrarsi in grado di competere con quella giapponese. L'unica vittoria che sfuggì agli alfieri Yamaha fu infatti al Gran Premio motociclistico di Jugoslavia vinto da Santiago Herrero due settimane prima di perdere la vita al Tourist Trophy.
Il titolo andò a Rodney Gould (con 6 vittorie nei singoli GP) che precedette Kel Carruthers (4 vittorie e campione iridato in carica) e Kent Andersson (1 vittoria e secondo l'anno precedente).
Classifica piloti (prime 5 posizioni)
| Pos. | Pilota            | Moto   |     |     |     |   |     |   |     |     |     |   |   |     | P.ti      |
| ---- | ----------------- | ------ | --- | --- | --- | - | --- | - | --- | --- | --- | - | - | --- | --------- |
| 1    | Rodney Gould      | Yamaha | Rit | 1   | 3   | 2 | 1   | 1 | 1   | Rit | 1   | 2 | 1 | Rit | 102 (124) |
| 2    | Kelvin Carruthers | Yamaha | 1   | Rit | Rit | 1 | Rit | 2 | Rit | 1   | Rit | 1 | 2 |     | 84        |
| 3    | Kent Andersson    | Yamaha | -   | Rit | 2   | - | -   | 5 | 3   | 2   | 2   | - | - | 1   | 67        |
| 4    | Jarno Saarinen    | Yamaha | 6   | 4   | 4   | - | 3   | 4 | 4   | 3   | Rit | - | - | -   | 57        |
| 5    | Börje Jansson     | Yamaha | -   | Rit | 5   | 8 | 7   | 3 | 9   | -   | 4   | - | - | 10  | 34        |
| Pos. | Pilota            | Moto   |     |     |     |   |     |   |     |     |     |   |   |     | P.ti      |

| Legenda                                                                        | 1º posto        | 2º posto        | 3º posto | A punti      | Senza punti        | Grassetto=Pole position Corsivo=Giro più veloce |
| Legenda                                                                        | Gara non valida | Non qualificato | Ritirato | Squalificato | "-" Dato non disp. | Grassetto=Pole position Corsivo=Giro più veloce |
| Fonte dei dati: motogp.com, racingmemo.free.fr, autosport.com, jumpingjack.nl. |                 |                 |          |              |                    |                                                 |

### Classe 125
Il campione in carica dell'anno precedente, Dave Simmonds sulla Kawasaki non riuscì a ripetere gli stessi buoni risultati e giunse solo al quarto posto. Il titolo iridato, in questa classe ottenuto dopo 11 prove (con le 125 che non furono presenti al Gran Premio motociclistico dell'Ulster) fu così di Dieter Braun su Suzuki ad aggiudicarsi 4 gran premi e il titolo iridato, precedendo il vincitore del titolo della classe 50 Ángel Nieto su Derbi (anch'egli con 4 vittorie nei singoli GP) e Börje Jansson su Maico.
Durante l'anno anche altre due case riuscirono a iscrivere il loro nome dell'albo d'oro: la Aermacchi che ottenne una vittoria con John Dodds e la Morbidelli con Gilberto Parlotti.
Classifica piloti (prime 5 posizioni)
| Pos. | Pilota        | Moto     |   |     |   |   |    |   |   |   |   |    |     |   | P.ti    |
| ---- | ------------- | -------- | - | --- | - | - | -- | - | - | - | - | -- | --- | - | ------- |
| 1    | Dieter Braun  | Suzuki   | - | 1   | 1 | 1 | 1  | - | 2 | 2 | - | NE | Rit | 4 | 84 (92) |
| 2    | Ángel Nieto   | Derbi    | - | Rit | 2 | - | 14 | 1 | 1 | - | - | NE | 1   | 1 | 72      |
| 3    | Börje Jansson | Maico    | - | 2   | 4 | 2 | 6  | 3 | 3 | 5 | - | NE | -   | 3 | 62 (73) |
| 4    | Dave Simmonds | Kawasaki | - | Rit | - | - | 2  | 2 | 4 | 3 | 1 | NE | -   | - | 57      |
| 5    | László Szabó  | MZ       | 6 | 7   | - | - | 3  | - | - | 8 | - | NE | 2   | - | 34      |
| Pos. | Pilota        | Moto     |   |     |   |   |    |   |   |   |   |    |     |   | P.ti    |

| Legenda                                                                        | 1º posto        | 2º posto        | 3º posto | A punti      | Senza punti        | Grassetto=Pole position Corsivo=Giro più veloce |
| Legenda                                                                        | Gara non valida | Non qualificato | Ritirato | Squalificato | "-" Dato non disp. | Grassetto=Pole position Corsivo=Giro più veloce |
| Fonte dei dati: motogp.com, racingmemo.free.fr, autosport.com, jumpingjack.nl. |                 |                 |          |              |                    |                                                 |

### Classe 50
Come nelle due categorie di massima cilindrata, anche in classe 50 si ripeté il risultato del 1969 con Ángel Nieto su Derbi che ottenne nuovamente il titolo, precedendo nuovamente Aalt Toersen. Al terzo posto Rudolf Kunz con la Kreidler. Il pilota spagnolo ottenne il successo in metà delle 10 prove previste.
Classifica piloti (prime 5 posizioni)
| Pos. | Pilota            | Moto     |   |    |   |    |   |   |   |    |    |   |     |   | P.ti     |
| ---- | ----------------- | -------- | - | -- | - | -- | - | - | - | -- | -- | - | --- | - | -------- |
| 1    | Ángel Nieto       | Derbi    | 1 | 1  | 1 | NE | 1 | 2 | 3 | -  | NE | 1 | Rit | 4 | 87 (105) |
| 2    | Aalt Toersen      | Jamathi  | 8 | 2  | 4 | NE | 5 | 1 | 1 | 1  | NE | 3 | Rit | - | 75 (84)  |
| 3    | Rudolf Kunz       | Kreidler | 2 | 3  | 6 | NE | 4 | 7 | 6 | 2  | NE | 4 | 2   | 2 | 66 (88)  |
| 4    | Salvador Cañellas | Derbi    | 4 | 6  | 8 | NE | 3 | 4 | - | 3  | NE | 2 | 8   | 1 | 63 (74)  |
| 5    | Jan de Vries      | Kreidler | - | 22 | 2 | NE | 2 | 6 | 5 | 10 | NE | 6 | 1   | 3 | 60 (66)  |
| Pos. | Pilota            | Moto     |   |    |   |    |   |   |   |    |    |   |     |   | P.ti     |

| Legenda                                                                        | 1º posto        | 2º posto        | 3º posto | A punti      | Senza punti        | Grassetto=Pole position Corsivo=Giro più veloce |
| Legenda                                                                        | Gara non valida | Non qualificato | Ritirato | Squalificato | "-" Dato non disp. | Grassetto=Pole position Corsivo=Giro più veloce |
| Fonte dei dati: motogp.com, racingmemo.free.fr, autosport.com, jumpingjack.nl. |                 |                 |          |              |                    |                                                 |

### Classe sidecar
Una situazione abbastanza curiosa nei sidecar, con uno scambio di passeggeri: Wolfgang Kalauch che aveva fatto per molte corse il passeggero di Helmut Fath, conquistando anche il titolo iridato, passò a gareggiare con Klaus Enders, ottenendo, se pur in società con Ralf Engelhardt un nuovo titolo; Fath da parte sua comunicherà il suo ritiro dalle gare a metà stagione.
Classifica equipaggi (prime 5 posizioni)
| Pos. | Pilota                                                       | Moto |     |   |    |   |     |     |    |   |   |     |    |    | P.ti    |
| ---- | ------------------------------------------------------------ | ---- | --- | - | -- | - | --- | --- | -- | - | - | --- | -- | -- | ------- |
| 1    | Klaus Enders/Wolfgang Kalauch-Ralf Engelhardt                | BMW  | Rit | 1 | NE | 1 | Rit | Rit | NE | 1 | 1 | 1   | NE | NE | 75      |
| 2    | Georg Auerbacher/Hermann Hahn                                | BMW  | 1   | 2 | NE | 6 | 1   | Rit | NE | 2 | 4 | Rit | NE | NE | 62 (67) |
| 3    | Siegfried Schauzu/Horst Schneider-Peter Rutterford           | BMW  | Rit | 3 | NE | 2 | 3   | 6   | NE | 6 | 2 | 2   | NE | NE | 56 (66) |
| 4    | Arsenius Butscher/Josef Huber-Karl Lauterbach-Werner Metzger | BMW  | -   | 4 | NE | 7 | 4   | 1   | NE | 3 | 3 | -   | NE | NE | 51 (55) |
| 5    | Jean-Claude Castella/Albert Castella                         | BMW  | -   | 6 | NE | 4 | 5   | 2   | NE | 5 | 5 | 3   | NE | NE | 42 (53) |
| Pos. | Pilota                                                       | Moto |     |   |    |   |     |     |    |   |   |     |    |    | P.ti    |

| Legenda                                                                        | 1º posto        | 2º posto        | 3º posto | A punti      | Senza punti        | Grassetto=Pole position Corsivo=Giro più veloce |
| Legenda                                                                        | Gara non valida | Non qualificato | Ritirato | Squalificato | "-" Dato non disp. | Grassetto=Pole position Corsivo=Giro più veloce |
| Fonte dei dati: motogp.com, racingmemo.free.fr, autosport.com, jumpingjack.nl. |                 |                 |          |              |                    |                                                 |